# Canal de Nara

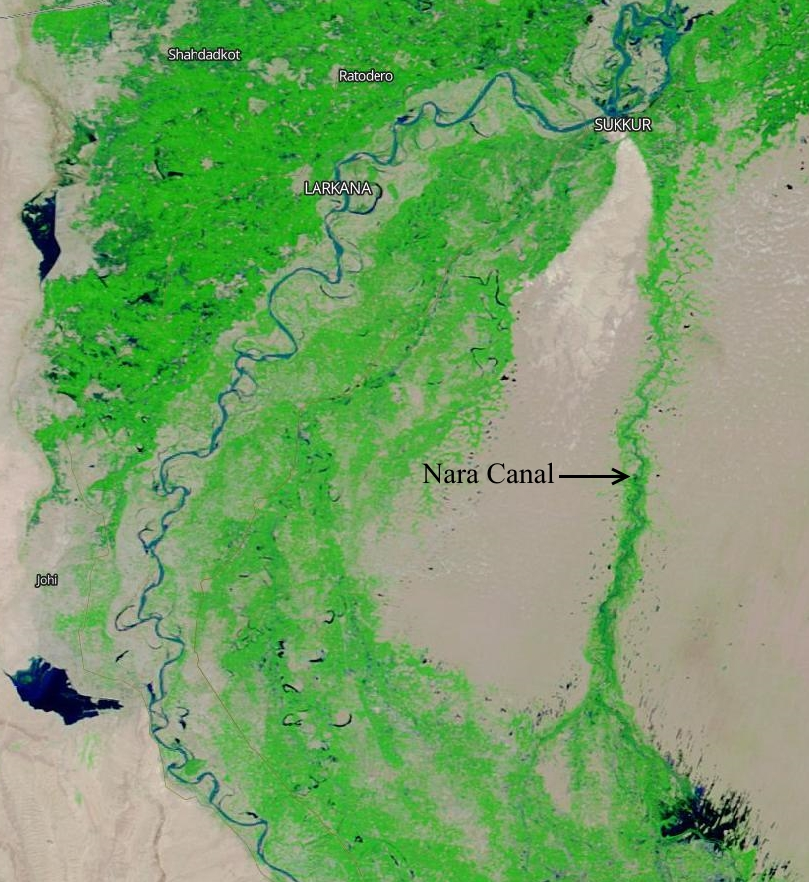
Le canal de Nara provient du barrage de Sukkur, sur la rive orientale du fleuve Indus et traverse le désert du Thar.

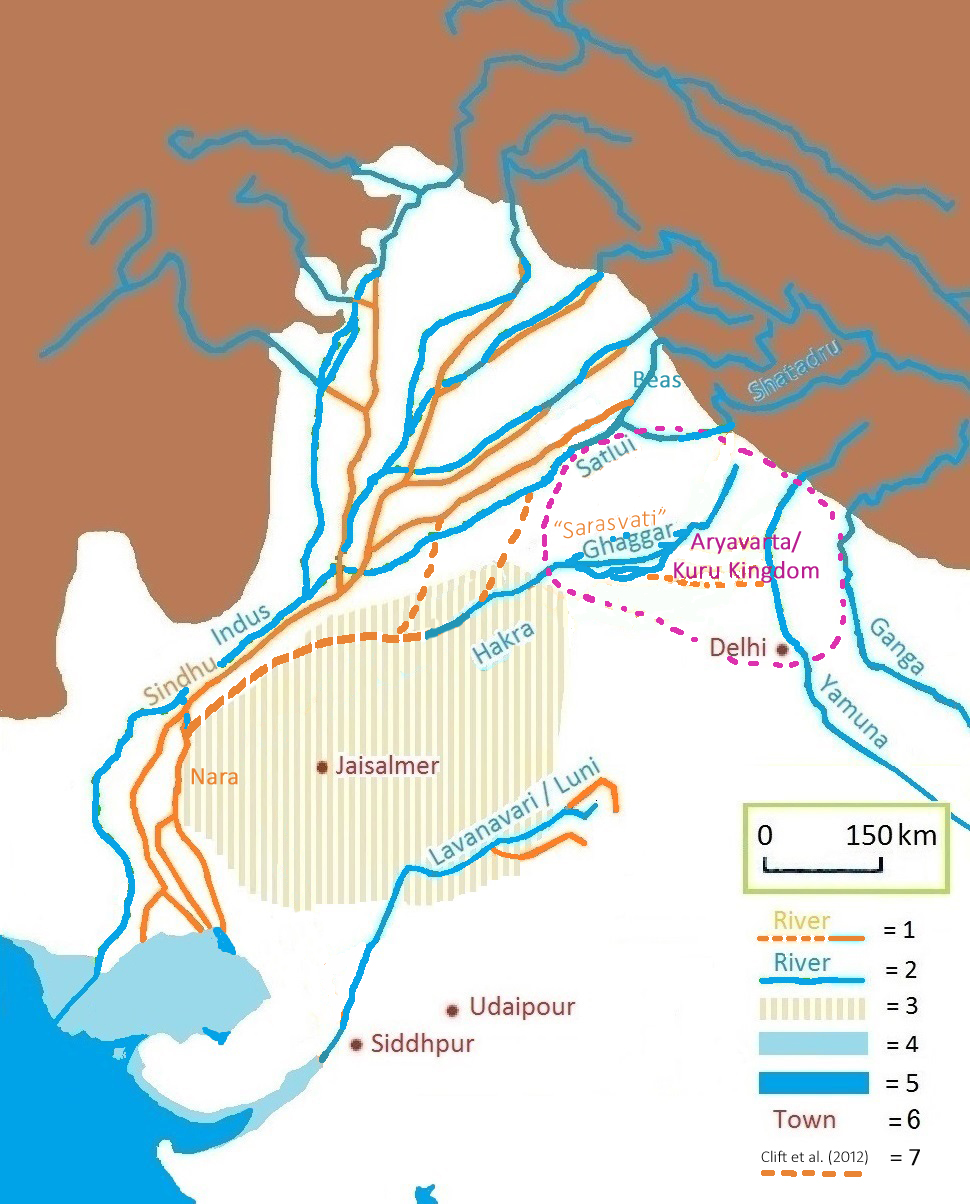
Cours fluvial védique et actuel du Gagghar-Hakra, avec le cours asséché de l'Hakkra et le paléochenal pré-harappéen proposé par Clift et al. (2012).
1 = ancienne rivière
2 = rivière d'aujourd'hui
3 = désert du Thar d'aujourd'hui
4 = rivage antique
5 = rivage d'aujourd'hui
6 = ville d'aujourd'hui
7 = cours asséché de l'Hakkra et le paléochenal pré-harappéen comme proposé par Clift et al. (2012)

Le canal de Nara est un défluent incisé du fleuve Indus dans la province du Sind, au Pakistan. Ce chenal excavé sort de la rive gauche de la rivière Indus pour rejoindre le cours de l'ancienne rivière Nara, un affluent et un paléochenal de l'Indus qui a reçu l'eau du Ghaggar-Hakra jusqu'à l’assèchement de l'Hakra au début du 2e millénaire avant notre ère.

## Géographie
Le canal s'étend au-dessus du barrage de Sukkur à travers les districts de Khairpur, Sanghar, Mirpurkhas et Tharparkar jusqu'au canal Jamrao. Le Nara est le plus long canal du Pakistan, s'étendant sur environ 364 km. Il a une capacité de 385 m3/s, mais rejette en réalité 400 m3/s. Environ 8 100 km2  de terres sont irriguées par ce canal. Dans le district de Khairpur, le canal et ses zones humides associées ont été transformés en réserve de chasse en 1972.

## Construction du canal
Avant la construction du canal de Nara, la rivière Indus déborde dans la province de Bahawalpur et du Sind au-dessus de Rohri, ses débordements aboutissant dans la rivière Nara. Des talus ont alors été construits par les autorités de l'État de Bahawalpur pour protéger leurs terres contre les inondations et les débordements, ce qui a réduit l'intensité des inondations dans la rivière Nara. De même, en raison des faibles débits du fleuve Indus certaines années, le fleuve Nara ne reçoit pas à cette époque beaucoup d'eau. Par conséquent, le canal d'approvisionnement de Nara a été creusé en 1858-1859 pour fournir directement l'eau de la rivière Indus. Le canal d'approvisionnement a été creusé de 80 cm en 1884-85 et de 1 m supplémentaire en 1893.  
Le barrage de Chotiari est situé dans le bassin versant du canal de Nara. Le canal de Nara se jette dans le lac Shakoor avant de déborder dans le ruisseau de Kori du Grand Rann de Kutch . Ce chenal deltaïque, ou parfois considéré comme rivière, est appelé Puran ou Koree dans ses cours inférieurs.

## Rivière Nara
Le Nara a été un affluent ou un paléochenal de l'Indus, et un paléochenal du système fluvial Ghaggar-Hakra   . Après avoir traversé Bahawalpur, le Hakra a entré dans le canal actuel de Nara quelques kilomètres en aval de sa tête actuelle. Le Ghaggar-Hakra est identifié avec la rivière védique Sarasvati, bien que le Hakra se soit déjà asséché à l'époque védique.